# Vedeno
Vedeno (în rusă Ведено; în cecenă Ведана (Vedana)) este un sat din Republica Cecenia, Rusia, situat la 756 m deasupra nivelului mării, pe versantul nordic al lanțului muntos Andi, la circa 55 km sud-est de capitala Groznîi. Vedeno este centrul administrativ al Districtului Vedenski și are o populație de 2.751 locuitori (conform recensământului din 2010), de confesiune musulmani suniți.
Defileul Vedeno este considerat una din cele mai periculoase regiuni din Cecenia. La mijlocul secolului al XIX-lea, Imam Șamil și-a condus trupele de gherilă într-un război de 20 de ani împotriva armatei Imperiului Rus și a purtat o ultimă bătălie în anonimul sat de munte Vedeno. Liderul separatist Șamil Basaev s-a născut în satul Dișne-Vedeno, lângă Vedeno, în sud-estul Ceceniei.
Din punct de vedere administrativ, Vedeno este împărțit în satele: Vedeno central, Okteabrîskoie, Eșilhatoi și Neftianka..

## Istoric
În august 2001, satul a fost teatrul unor lupte între separatiștii ceceni și trupele regulate rusești, în timpul cărora a fost atacat și comandamentul militar rus din regiune. Drept răspuns la atac, trupele federale au întreprins o vastă operațiune în districtul Vedenski, în urma căreia au confiscat o cantitate semnificativă de armament și au ucis mai mulți luptători separatiști, printre care Abdul-Salam și Abdul-Malik, apropiați ai militantului islamist saudit Ibn al-Khattab.
În martie 2006, satul a fost din nou ținta unor confruntări sângeroase, iar 3.000 de lucrători ceceni ai Ministerului Rus de Interne și membri ai unităților speciale OMON au fost trimiși să se opună trupelor comandate de liderii rebeli Șamil Basaev și Doku Umarov.

## Personalități notabile
- Ibrahim-Bek Sarakaev (1883—1934) - unul dintre primii scriitori și publiciști ceceni, istoric al tradițiilor și folclorului poporului cecen.